# Buis-sur-Damville
Buis-sur-Damville era una comuna francesa que estaba situada en el departamento de Eure, de la región de Normandía que el 1 de enero de 2019 pasó a formar parte de la comuna nueva de Mesnils-sur-Iton como comuna delegada.

## Historia
Fue creada en 1972 con la unión de las comunas de Boissy-sur-Damville, Créton y Morainville-sur-Damville.
El 3 de enero de 2022 el consejo municipal decidió su supresión como comuna delegada con carácter efectivo desde el 1 de junio de 2022.

## Demografía
| Gráfica de evolución demográfica de Buis-sur-Damville entre 1975 y 2014 |
|                                                                         |

Los datos demográficos contemplados en este gráfico de la comuna de Buis-sur-Damville se han cogido de 1975 a 1999 de la página francesa EHESS/Cassini, y los demás datos de la página del INSEE.